# 洛斯比洛斯
洛斯比洛斯（西班牙語：Los Vilos；馬普切語：Filu）是智利的城市，位於該國中部科金博大區的喬阿帕省，始建於1835年，面積1,860.6平方公里，海拔高度11米，2012年人口18,275人，人口密度每平方公里9.8人。